# Diahouin
Diahouin est une localité de l'ouest de la Côte d'Ivoire, et appartenant au département de Duékoué, Région du Moyen Cavally. La localité de Diahouin est un chef-lieu de commune.